# Nokian Renkaat

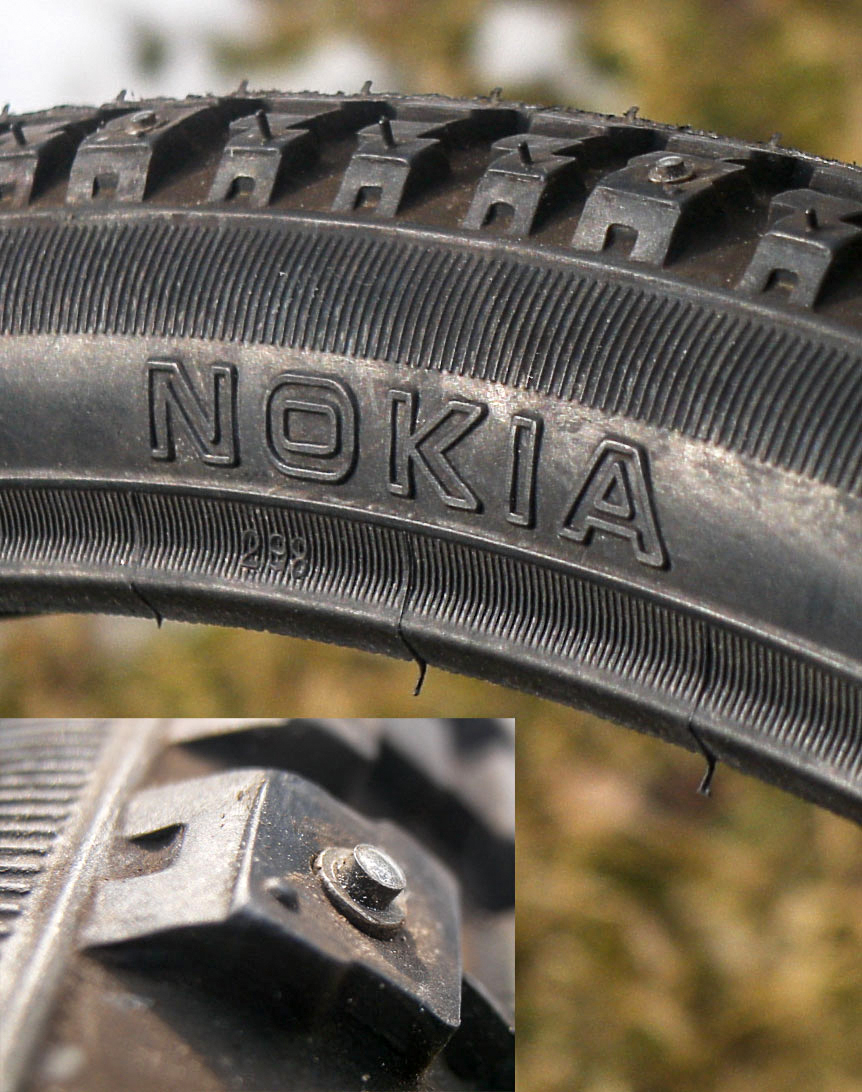
Fahrradwinterreifen mit Spikes

Nokian Renkaat Oyj (englisch Nokian Tyres) ist eine Unternehmensgruppe aus Finnland und mit der Marke Nokian der führende Hersteller von Autoreifen und Reifen für Transporter, Nutzfahrzeuge und Fahrräder in Skandinavien, bei Reifen für Forstmaschinen ist Nokian Tyres am Weltmarkt führender Konzern. Außerdem entwickelt und produziert das Unternehmen Materialien für die Reifenrunderneuerung. Und schließlich gehört zum Konzern die größte skandinavische Reifenvertriebskette Vianor mit 170 Verkaufsniederlassungen in Finnland, Schweden, Norwegen, Estland und Russland.
Der Markenname Nokian bedeutet eigentlich „Nokias“ (im Genitiv) und bezieht sich auf die südfinnische Kleinstadt Nokia, unweit westlich der Stadt Tampere gelegen. Auf Deutsch bedeutet der Name des Unternehmens Nokian Renkaat, also „Reifen von Nokia“.
Die Wurzeln des Reifenherstellers reichen zurück in das in der westfinnischen Stadt im Jahre 1889 gegründete Unternehmen Kumitehdas (bis 1959 Gummitehdas „Gummiwerk“), wie auch die des Elektronikkonzerns Nokia, des Gummistiefelherstellers Nokian Jalkineet und weiterer Unternehmen von erheblicher Bedeutung für die heutige finnische Wirtschaft.
Das Unternehmen beschäftigt über 2500 Mitarbeiter und ist im Finanzindex OMX Helsinki 25 gelistet. Mit einem Nettoumsatz von 423,4 Mio. Euro erzielte das Unternehmen 2001 den siebentgrößten Nettoumsatz aller Reifenhersteller in Europa und stand damit weltweit auf Platz 21 von ca. 130 Reifenherstellern. Das Unternehmen ist seit 1995 selbständig und börsennotiert. 19 Prozent der Aktien hält der ehemalige Mutterkonzern Nokia. 2003 übernahm der japanische Reifenhersteller Bridgestone Europe S.A. 20 Prozent der Aktien, reduzierte seinen Anteil jedoch schrittweise wieder und hält 2020 nur noch rund 3 Prozent.
Firmensitz ist die Stadt Nokia, eine weitere Produktionsanlage befindet sich in Lieksa. Nokian hat 2005 eine weitere Reifenfabrik in Russland, nahe St. Petersburg eröffnet.